# Estátua do jovem Mao Tsé-Tung
Estátua do jovem Mao Tsé-Tung (ou Mao Zedong, em chinês: 毛泽东青年艺术雕塑; também conhecida em inglês como Mao Zedong Youth Art Sculpture) é uma escultura colossal de granito erguida pelo governo da província de Hunan em Changsha, na China, entre 2007 e 2009. O monumento tem 32 metros de altura e representa a cabeça de Mao Tsé-Tung com os "cabelos ao vento". É baseada no visual de Mao por volta de 1925 (32 anos), quando ele compôs um poema sobre Changsha. A estátua está mais especificamente na Ilha Laranja, no meio do rio Xiang.
Mao foi um líder comunista chinês, que teve participação direta na arquitetação e fundação da República Soviética da China e da República Popular da China, onde foi nomeado presidente em ambas das circunstâncias. Foi o líder da revolução chinesa. O Governo Popular de Hunan começou a construí-lo em 2007 e foi concluído dois anos depois, em 2009. Foram necessárias mais de 800 toneladas de granito, extraídas de Fujian.

## História
Mao Tsé-Tung nasceu em 26 de dezembro de 1893 na aldeia de Shaoshan, província de Hunan, que fica a 100 quilômetros a sudoeste de Changsha. Quando criança, Mao e seus amigos andavam pela Ilha Laranja e navegam pelo rio Xiang. Em Changsha, Mao conheceu a Revolução Xinhai e, de 1913 a 1918, estudou na Escola Pedagógica No. 1 de Hunan, onde foi imbuído das ideias de filósofos e revolucionários. Depois disso, ele foi para Pequim, viajou por todo o país por um longo tempo e finalmente se estabeleceu em Xangai. Devido às suas atividades no Partido Comunista e no Kuomintang, ele estava fisicamente e moralmente exausto e decidiu retornar a Shaoshan, onde mais tarde participou do treinamento militar e teórico do campesinato.

## Criação
Em 2007, o Governo Popular da Província de Hunan, o Comitê do Partido Comunista da China e a administração da cidade de Changsha decidiram iniciar a construção do monumento, que exigiu mais de 8.000 blocos de granito com um peso total de 2.000 toneladas na província de Fujian. Cerca de 300 milhões de yuans (35 milhões de dólares) foram gastos na construção, o que, de acordo com algumas fontes, causou insatisfação em certa parte da população chinesa.
Xie Liwen, professor da Academia de Belas Artes de Guangzhou e que fez parte da equipe de criação, disse ao jornal Xiaoxiang Morning Herald que "nossa primeira preocupação era a exclusividade e o talento artístico". Liwen disse: "Esse design não é tão estranho assim. As estátuas de Mao que as pessoas costumam ver são principalmente dele em pé e acenando, ou então bastante formal e sério. Durante a criação desta estátua do Mao Tsé-Tung jovem, estávamos particularmente preocupados com a diferenciação de imagens passadas". Ele acrescentou que os designers esperavam "capturar o abandono expansivo do poema [Changsha]". No poema, o jovem Mao descreve a vista da Ilha Laranja (ou Ilha Jizu), no meio de um rio que atravessa Changsha, olhando a montanha Yuelu. A estátua está situada no mesmo local, mas está na direção errada. A estátua também gerou polêmica com os moradores locais, primeiramente devido ao seu alto custo, e segundo porque, Mao-Tsé-Tung quando escreveu o poema, descreveu as montanhas de Yeulu, que fica do lado oposto ao da cabeça de Mao. "Nossa primeira preocupação foi a singularidade e o talento artístico", disse Xie Liwen.
Huang Yanming, um morador de Changsha que pode ver a estátua de sua janela, disse ao jornal: "Veja como o jovem Mao era bonito!" Outros moradores disseram ao jornal que ficaram "surpresos" ao ver o Grande Timoneiro parecer "legal e elegante com cabelos compridos". Na internet chinesa, a opinião foi dividida. Alguns internautas elogiaram a "visão de longo prazo" do governo de Changsha, enquanto outros compararam a estátua à Esfinge. Para obter um selo final de aprovação, a equipe conseguiu que a nora de Mao revisasse o projeto. "Shao Hua estava muito satisfeita com o design", disse Xie.
Em 20 de dezembro de 2009, no 116º aniversário do nascimento da Mao, a estátua foi revelada. Em 3 de dezembro de 2013 a estátua passou por uma limpeza de um mês para as comemorações do 120º aniversário de Mao Tsé-Tung, que foram realizadas no dia 26 de dezembro.

### Descrição
O monumento retrata o jovem Mao Tsé-Tung em 1925 com os cabelos ao vento. O comprimento do monumento esculpido em granito é de 83 metros, tem 32 metros de altura e 41 metros de largura e pesa duas mil toneladas. Um museu memorial que reflete as atividades revolucionárias de Mao e seus associados foi construído nos arredores da área de 3500 metros quadrados.

## Galeria

Inscrição na pedra e a estátua ao fundo.
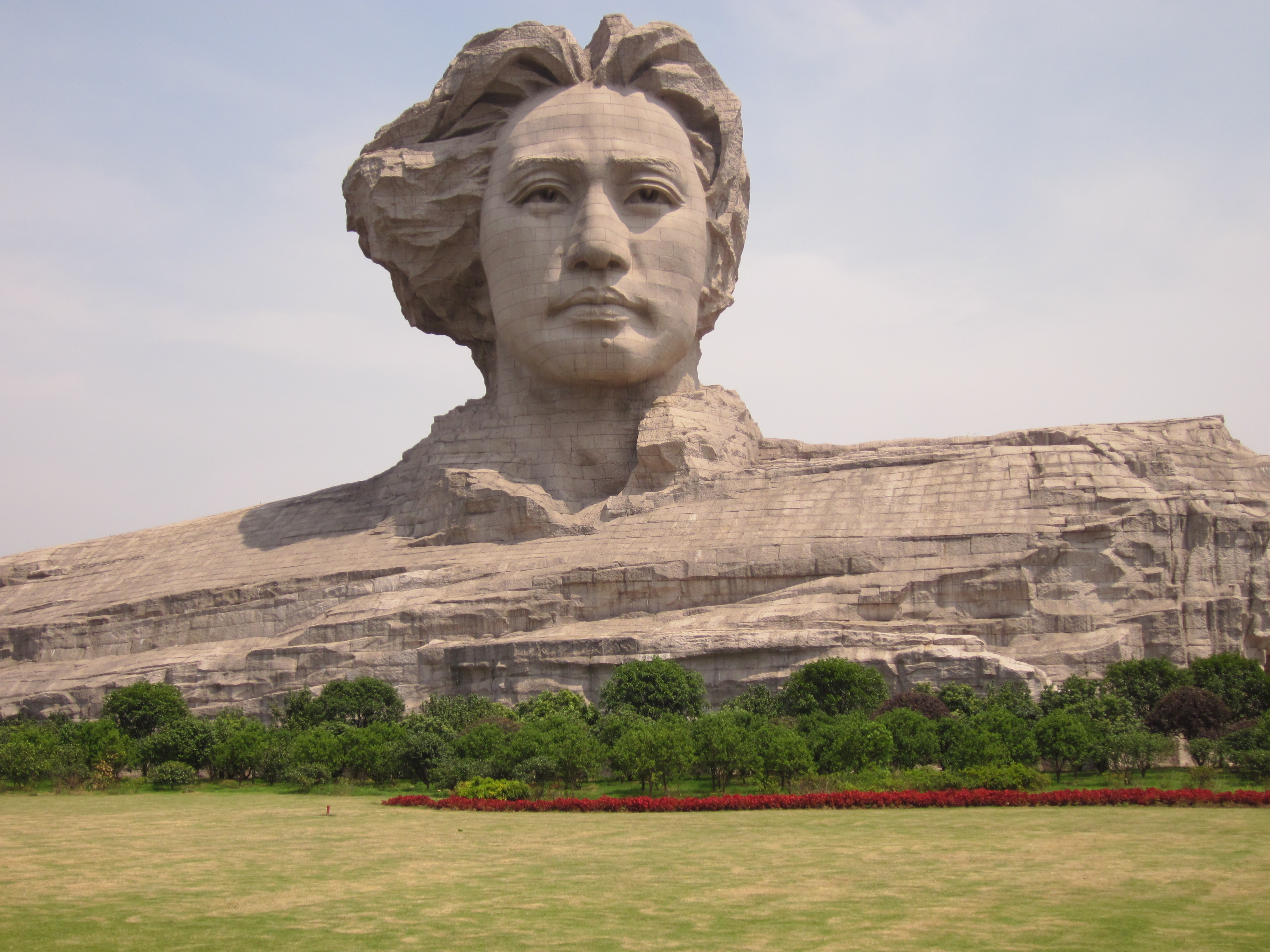
Frente da estátua.
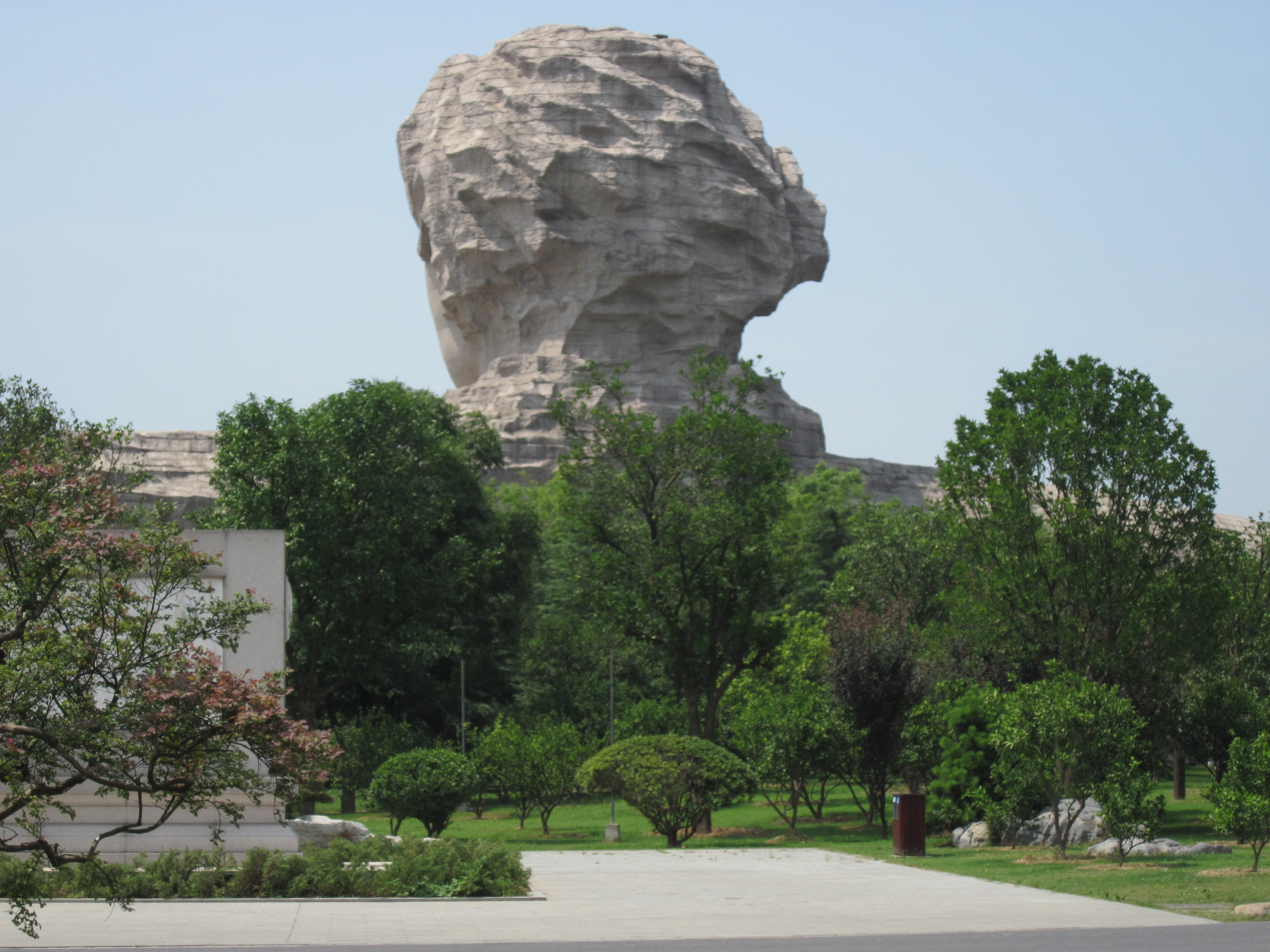
A parte de trás da estátua.